# Calf of Man
Calf of Man (tiếng Man: Yn Cholloo) là một đảo rộng 250 hécta (618 mẫu Anh), nằm ngoài khơi phía tây nam đảo Man. Calf Sound là eo nước hẹp tách Calf of Man khỏi đảo Man. Như những đảo đá lân cận Chicken Rock và Kitterland, nó thuộc địa phận giáo xứ Rushen. Trên đảo chỉ có hai cư dân (không định cư). Từ 'calf' bắt nguồn từ từ kalfr tiếng Bắc Âu cổ, nghĩa là "đảo nhỏ nằm cạnh đảo lớn hơn". Có thể chèo thuyền đến Calf of Man từ cả Port Erin và Port St Mary. Cow Harbour (cảng Bò) và South Harbour (cảng Nam) là những nơi neo thuyền chính. Điểm cao nhất trên đảo là một đỉnh không tên cao 126 m (415 ft) trên mực nước biển.
Cho tới năm 1939 đảo nằm dưới quyền sở hữu tư nhân của gia đình Keig, rồi được F J Dickens mua lại, người tín gửi nó cho National Trust để làm nơi bảo tồn chim. Năm 1951 the Manx Museum & National Trust được thành lập, sau đó trở thành Manx National Heritage. Manx National Heritage thuê Calf of Man từ National Trust với số tiền £1 trên năm cho tới 1986, khi quyền sổ hữu được chuyển giao. Năm 2006, Manx National Heritage thuê Manx Wildlife Trust làm Calf Warden Service Provider (nhà cung cấp dịch vụ dân phòng). Hòn đảo đã là khu bảo tồn chim từ năm 1959, đón tình nguyện viên và các nhà điểu học.